# ماغي ماكدونالد
ماغي ماكدونالد هي مغنية كندية، ولدت في 1978.

## وصلات خارجية
- ماغي ماكدونالد على موقع ميوزك برينز (الإنجليزية)